# 塞巴斯蒂安·阿布鲁
塞巴斯蒂安·阿布鲁（西班牙語：Sebastián Abreu，1976年10月17日—），是一名乌拉圭职业足球运动员，司职前锋，目前效力于阿根廷河床队。
阿布鲁的职业生涯中效力过二十多个球队，其中既有南美洲的顶级俱乐部，又有并不出名的墨西哥甚至以色列的球队。在国家队方面，他则是乌拉圭长期的高中锋人选，从20岁入选一直到30岁时的2007年美洲杯足球赛，都有出场或进球的纪录。2010年南非世界杯的四分之一决赛中，阿布鲁代表乌拉圭队最后一个主罚点球，以勺子点球的方式踢进并使得乌拉圭队在当届世界杯中进入四强。